# فيليب هاريسون
فيليب هاريسون (13 نوفمبر 1885 في المملكة المتحدة - 7 سبتمبر 1964) (بالإنجليزية: Philip Harrison)‏ هو لاعب كريكت بريطاني (وحمل سابقاً جنسية المملكة المتحدة لبريطانيا العظمى وأيرلندا). لعب مع نادي مقاطعة ميدلسكس للكريكت ‏ وKent County Cricket Club ‏ ونادي جامعة كامبريدج للكريكيت ‏.

## وصلات خارجية
- فيليب هاريسون على موقع إي آس بي آن كريك إنفو (الإنجليزية)